# Noorduyn Norseman
Die Noorduyn Norseman (englisch für Nordländer) ist ein leichtes kanadisches Transport- und Verbindungsflugzeug für bis zu neun Passagiere. Es wird sowohl als Land- als auch oft mit Schwimmern als Wasserflugzeug eingesetzt.

## Geschichte
Die Norseman wurde 1934 von Robert Noorduyn entworfen, um die wachsende Nachfrage an robusten Transportflugzeugen auf dem wachsenden kanadischen Flugzeugmarkt zu befriedigen. Um ein reibungsloses Be- und Entladen an Anlegestellen und auf Flughäfen zu gewährleisten, wurde das Flugzeug als Schulterdecker mit hoch angesetzten Tragflächen konstruiert.
Das erste Exemplar des kanadischen „Buschtransporters“ wurde im Januar 1935 fertiggestellt und absolvierte seinen erfolgreichen Erstflug am 14. November 1935. Es wurde am 18. Januar 1936 an Dominion Skyways (später Teil der Canadian Pacific Air Lines) übergeben. Während der nächsten fünf Jahre verkaufte Noorduyn lediglich 17 weitere Flugzeuge dieses Typs an Luftfahrtunternehmen und an die Royal Canadian Mounted Police (berittene Polizei). Nach Ausbruch des Kriegs stieg die Nachfrage nach der Norseman für militärische Verwendungen stark an. Die Royal Canadian Air Force (RCAF) bestellte 38 Norseman Mk IV für Radio- und Navigationsausbildung im Rahmen des Empire Air Trainingsprogrammes. Nachdem die USAAF sieben Mitte 1942 gelieferte und als YC-64 bezeichnete Norseman erprobt hatte, bestellte sie Anfang des nächsten Jahres 746 C-64A (später UC-64A). Im Rahmen des Leih- und Pachtgesetzes wurden 34 davon als Norseman VI an die RCAF und weitere 43 an andere alliierte Streitkräfte abgegeben. Drei gingen als JA-I an die US Navy. Pläne, wonach Aeronca ebenfalls C-64A hätte bauen sollen, wurden nicht verwirklicht. Sechs C-64B wurden für das Engineering Corps bestellt und 1943 geliefert. Alle Norseman Flugzeuge konnten wahlweise mit Rad- oder Skifahrwerken, bzw. mit Schwimmern ausgerüstet werden. Die US-Streitkräfte verwendeten den Typ hauptsächlich als Personen- und Frachttransporter, doch wurde er auch als Verbindungs- und Lazarettflugzeug eingesetzt. 1946 wurde Noorduyn von der Canadian Car and Foundry Corporation übernommen, die die Produktion weiterführten. Am 19. Januar 1959 wurde die letzte der 918 Norseman (davon 903 C-64 / C-64A / C-64B) fertiggestellt. Das Nachkriegsmuster für zivile Verwendung war die Norseman V, das letzte dieser Flugzeuge wurde im Januar 1960 abgeliefert. Einige Norseman V werden, wie auch entmilitarisierte C-64A noch betrieben. Die Norseman wurde in 68 Ländern der Erde registriert und geflogen.
Der US-amerikanische Komponist und Bandleader Glenn Miller soll an Bord einer Norseman gestorben sein, die bei einem Flug über den Ärmelkanal spurlos verschwand und nie gefunden wurde.
Die kanadische Gemeinde Red Lake, Ontario, gilt als Norseman-Hauptstadt der Welt (Norseman Capital of the World). Allein in Kanada waren im Oktober 2018 noch 40 Maschinen der verschiedenen Baureihen zugelassen.

## Varianten
Militärische und zivile Bezeichnung der jeweiligen Varianten:
- Modell UC-64 (mil.)/Norseman Mk. IV (Seriennummern 7 bis 99)
- Modell Army UC-64A, UC-64B, UC-64AS (mil.)/Norseman Mk. VI (Seriennummern 100 bis 849)
– die UC-64 und -64B sind ähnlich und unterscheiden sich von der UC-64A in der Zellenstruktur, der Bordelektrik und den Benzintanks. Die UC-64AS ist mit Edo-Schwimmern ausgestattet.
- Norseman Mk. V (Seriennummern N29-1 bis -48, N29-50 bis -53, N29-55)
– die reine Zivilvariante der Mk. VI mit erhöhter Zuladung aufgrund nicht eingebauter militärspezifischer Ausrüstung

## Konstruktion

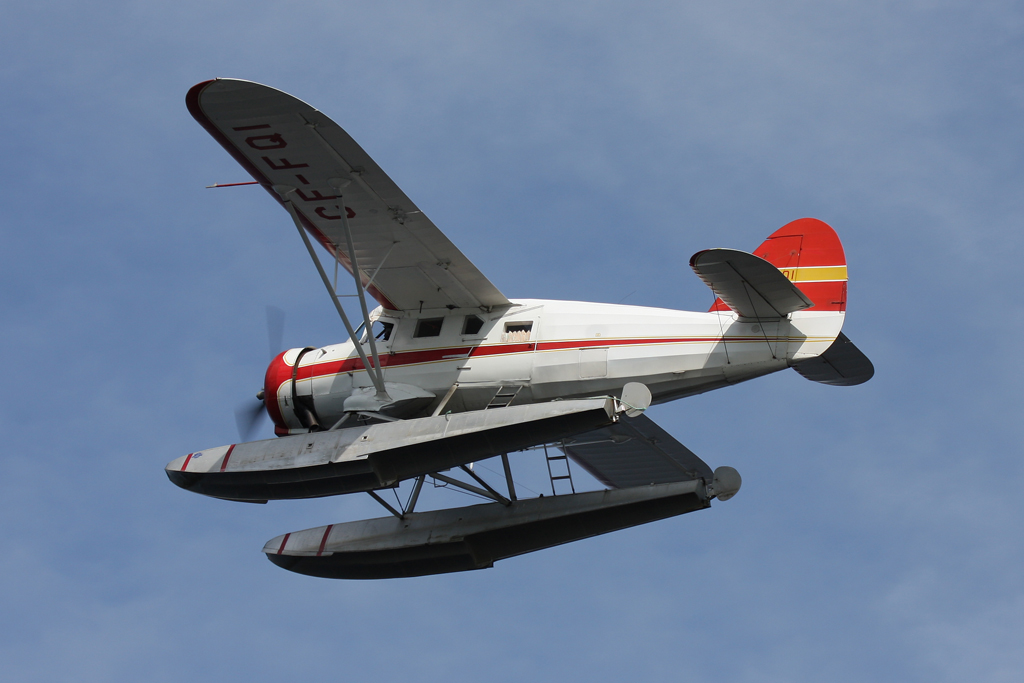
Noorduyn Norseman UC-64A CF-FQI im Flug (2018 noch registriert)

Die Norseman ist ein einmotoriger, abgestrebter Schulterdecker in Gemischtbauweise. Das Rumpfgerüst besteht aus einer geschweißten Stahlrohrkonstruktion, die Rumpfstummel zur Aufnahme der Flächenstreben und des Hauptfahrwerks sind integraler Bestandteil dieses Gerüstes. Auf diesem Gerüst sind zur Formgebung hölzerne Stringer längs angebracht, auf denen wiederum die Stoffbespannung aufgebracht ist. Vom Bug bis zum Cockpit ist der Rumpf mit Aluminium (Alclad) beplankt, ebenso die Rumpfunterseite. Das Leitwerk besteht aus einer stoffbespannten Stahlrohrkonstruktion, die Höhenflosse hat zwei Holzholme. Das Höhenleitwerk ist extern jeweils zur Seitenflosse und zum Rumpf mit Stahldraht verspannt. Die Tragfläche mit dem NACA-2412-Profil besteht aus zwei Rechteckholmen aus Sitka-Fichtenholz, Profilrippen und ebenfalls einer Stoffbespannung. Die Nasenleiste ist blechbeplankt. Der Flächengrundriss ist rechteckig mit elliptischen Randbögen. Die Stahlrohr-Tragflächenstreben haben einen tropfenförmigem Querschnitt und haben zwei Hilfsverstrebungen je Seite. Die doppelte Verstrebung führt jeweils V-förmig von beiden Tragflächenholmen im Außenflügel zu den Rumpfstummeln. Das Triebwerk ist entweder ein Neunzylinder-Sternmotor Pratt & Whitney R-1340AN-1 (Militärvarianten) oder der baugleiche Wasp S3H1 bei der zivilen Mk. V. Die Startleistung für eine Minute beträgt jeweils 600 hp (447 kW), die Dauerleistung 550 hp (410 kW). Als Luftschrauben werden ungeregelte Verstellpropeller Hamilton Standard 12D40 oder 3D40 mit einem Durchmesser von 9 Fuß 1 Zoll oder 9 Fuß 3/4 Zoll verwendet, bei der zivilen Mk. V geregelte Constant-Speed-Propeller des gleichen Herstellers Typ 12D40-211 (Zweiblatt) oder 3D40-231 (Dreiblatt). Die Tanks fassen insgesamt 245 US-amerikanische Gallonen Flugbenzin (AvGas 91 Oktan), davon zwei mal 60 Gallonen in den Tragflächentanks, 45 Gallonen im vorderen und 80 Gallonen im hinteren Rumpftank, bei den Militärvarianten war ein Zusatztank in der Kabine mit 38 Gallonen möglich, dieser entfällt grundsätzlich bei der zivilen Mk. V zugunsten einer höheren Gepäckzuladung.

## Militärische Nutzer
Australien

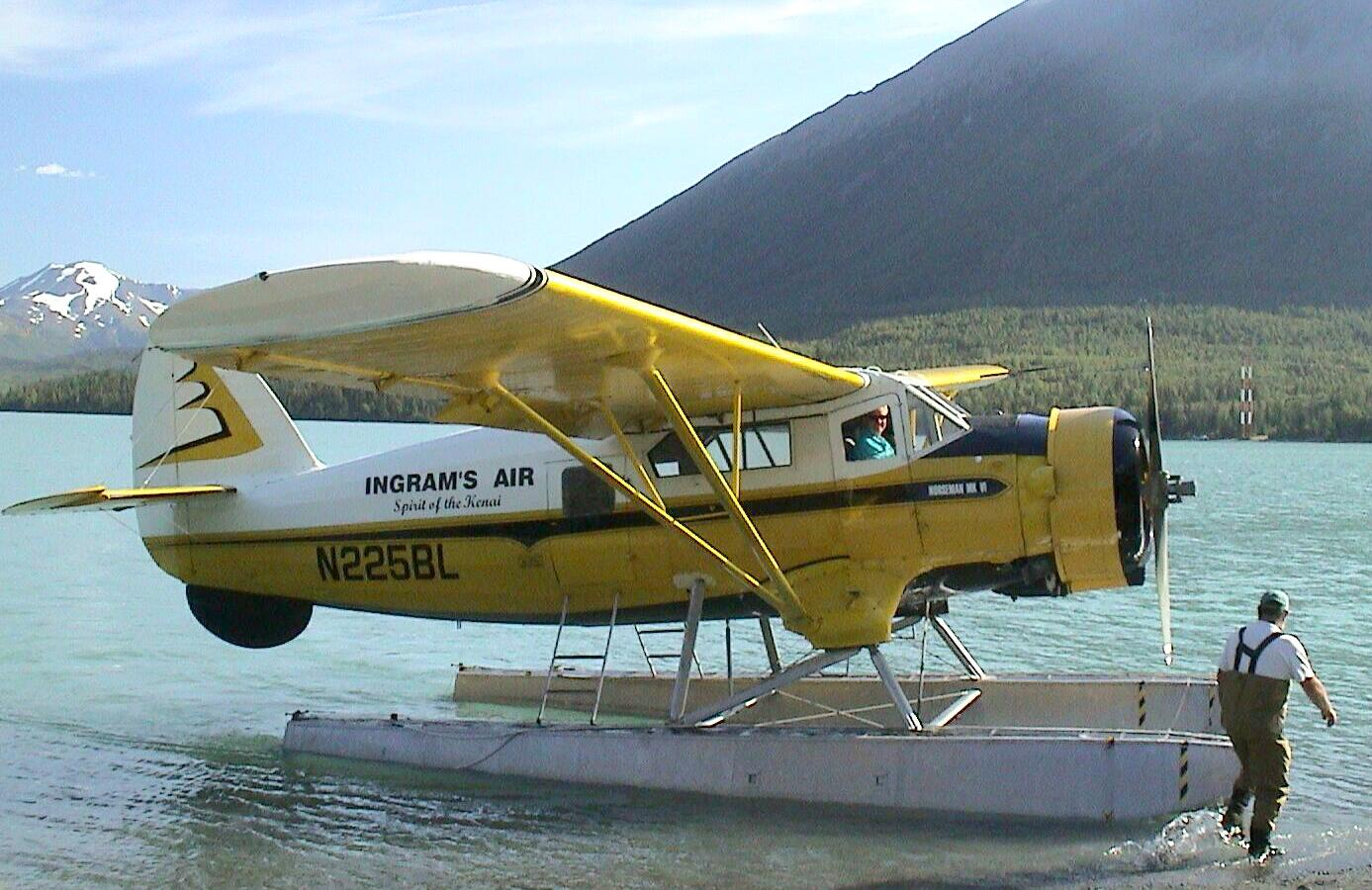
Eine 2006 noch im Einsatz befindliche Norseman

- Royal Australian Air Force – 14 Stück im Einsatz von 1943 bis 1946.

 Kanada
- Royal Canadian Air Force

 Israel
- Israelische Luftstreitkräfte

 Niederlande
- Koninklijk Nederlandsch-Indisch Leger

 Norwegen
- Luftforsvaret

 Schweden
- Schwedische Luftstreitkräfte

 Vereinigtes Königreich
- Royal Air Force

 Vereinigte Staaten
- United States Army Air Forces

## Technische Daten

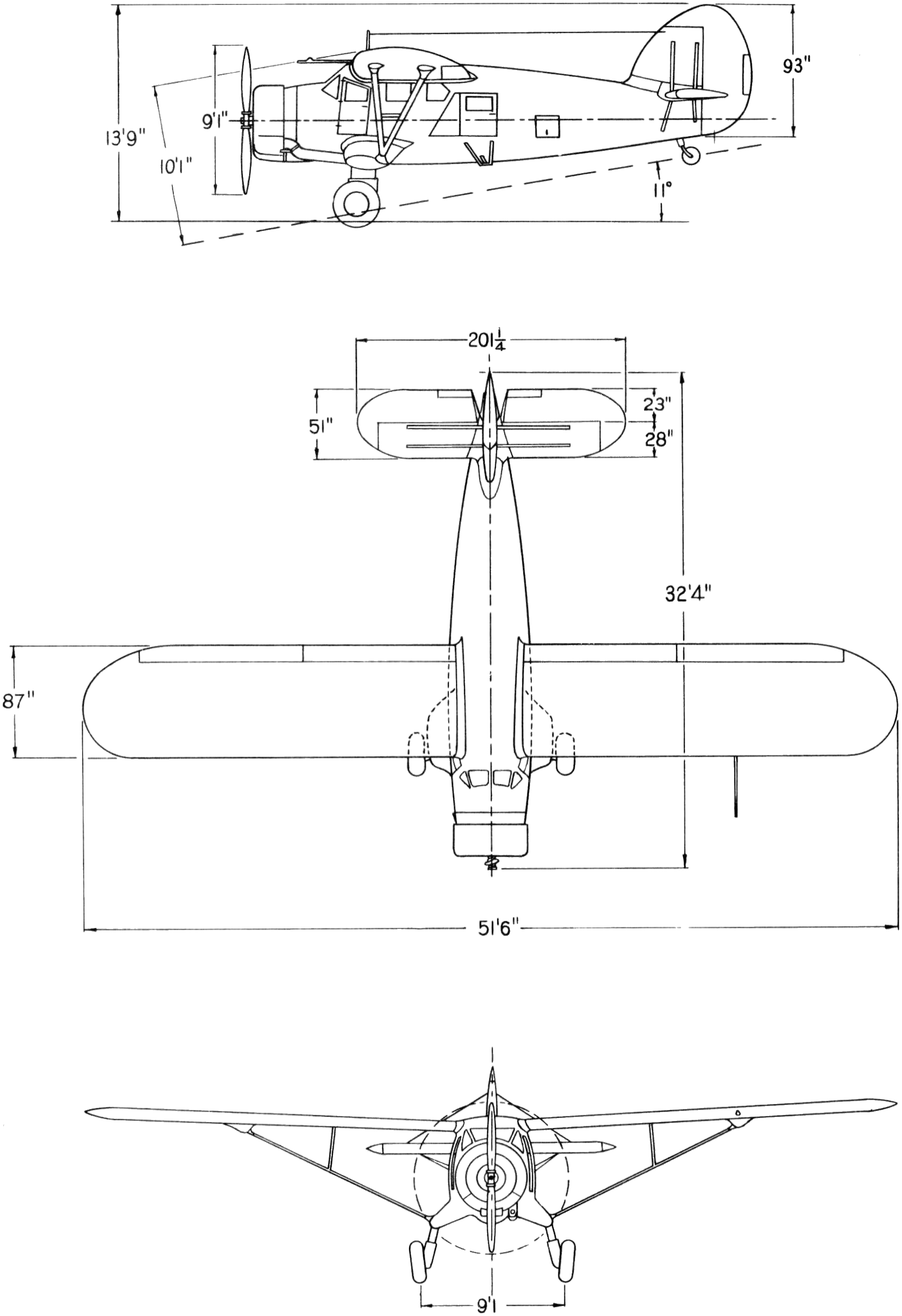
Noorduyn Norseman

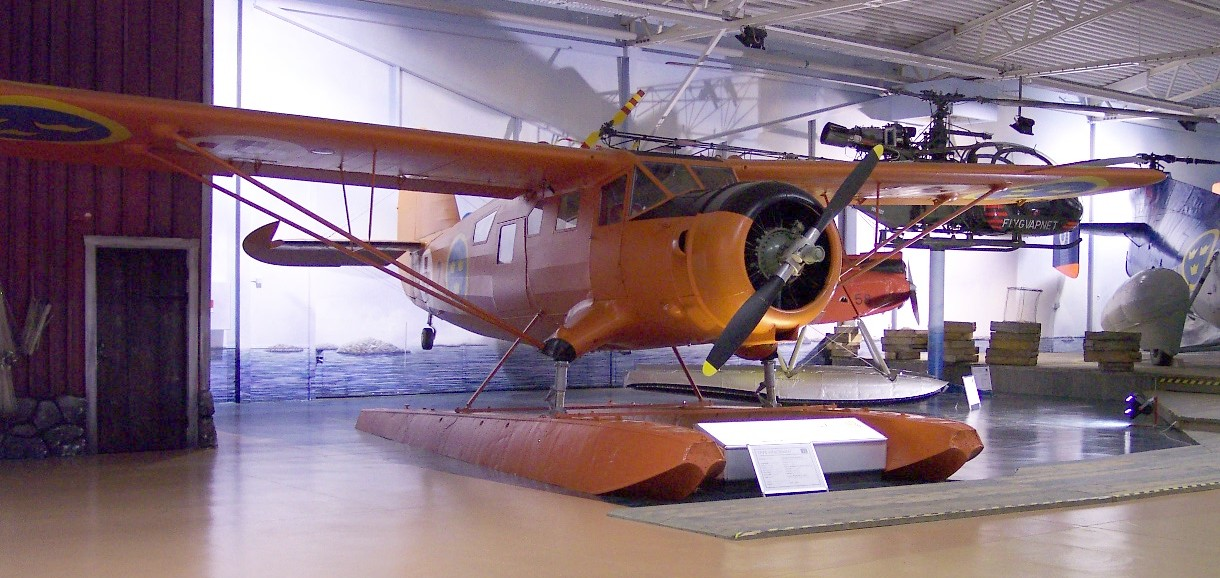
Noorduyn Norseman

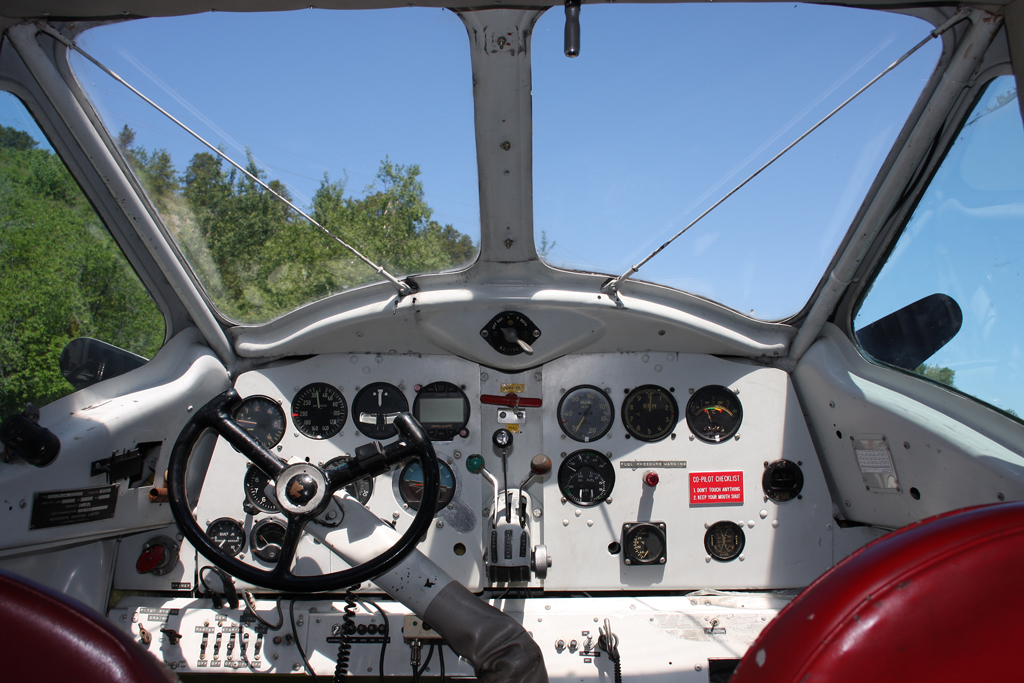
Cockpit einer Norseman

| Kenngröße             | Daten der C-64A Norseman                            |
| --------------------- | --------------------------------------------------- |
| Besatzung             | 1–2                                                 |
| Länge                 | 9,60 m                                              |
| Spannweite            | 15,70 m                                             |
| Höhe                  | 3,0 m                                               |
| Flügelfläche          | 30,19 m²                                            |
| Flügelstreckung       | 8,16                                                |
| Leermasse             | 1929 kg                                             |
| Startmasse            | 3356 kg                                             |
| Höchstgeschwindigkeit | 260 km/h                                            |
| Dienstgipfelhöhe      | 5180 m                                              |
| Reichweite            | 1850 km                                             |
| Triebwerk             | 1 × Pratt & Whitney R-1340 AN-1 mit 600 PS (441 kW) |